# 港区立神応小学校
港区立神応小学校（みなとくりつ しんのうしょうがっこう）は、かつて東京都港区白金六丁目に存在した公立小学校。
港区内で2校目となる小中一貫教育校として「白金の丘学園 白金の丘小学校・白金の丘中学校」が開校するにあたり、三光小学校、朝日中学校とともに2015年（平成27年）3月31日付で閉校した。

## 沿革
- 1921年（大正10年）6月18日 - 開校（創立記念日）
- 1941年（昭和16年） - 開校20周年　神應國民學校と校名変更
- 1944年（昭和19年） - プール完成
- 1945年（昭和20年） - 空襲により校舎全焼、三光国民学校で一部授業を実施。
- 1947年（昭和22年） - 東京都港区立神応小学校と校名変更　ミルク給食開始
- 1951年（昭和26年） - 開校30周年　新しい校章制定
- 1956年（昭和31年） - 体育館完成　新しい校歌制定（サトウハチロー作詞）
- 1969年（昭和44年） - 校内に神応幼稚園開園
- 1970年（昭和45年） - 鉄筋校舎完成
- 1971年（昭和46年） - 開校50周年
- 2005年（平成17年）4月1日 - 幼稚園休園
- 2007年（平成19年）3月31日 - 幼稚園閉園
- 2011年（平成23年） - 開校90周年
- 2015年（平成27年）3月31日 - 閉校

## 交通
- 都営バス　田87系統　渋谷駅〜田町駅　北里研究所前下車　徒歩2分
- 地下鉄南北線白金台駅2番出口下車　徒歩15分

## 著名な出身者
- 青嶋未来（将棋棋士）
- 小西康陽（音楽家）
- 薬丸裕英（タレント）
- 教授 Nick Stargardt, 歴史家,  オックスフォード大学
- Julian Stargardt, 地理学者, 歴史家, 著者, 調停者